# Volo El Al 1862
Il volo El Al 1862 era un volo cargo da New York a Tel Aviv, con scalo intermedio a Amsterdam. Il 4 ottobre 1992 era operato da un quadrimotore Boeing 747 con a bordo 3 membri dell'equipaggio e un passeggero. Poco dopo il decollo dall'Aeroporto di Amsterdam-Schiphol l'aereo precipitò su un caseggiato del quartiere di Bijlmermeer ad Amsterdam, uccidendo le 4 persone a bordo e 39 persone a terra.

## Aereo e equipaggio
L'aereo, un Boeing 747-258F con codice di registrazione 4X-AXG, era in viaggio da New York a Tel Aviv con uno scalo previsto all'Aeroporto di Amsterdam-Schiphol. L'equipaggio, di nazionalità israeliana, era costituito dal comandante Yitzhak Fuchs di 59 anni, il primo ufficiale Arnon Ohad di 32 anni e l'ingegnere di volo Gedalya Sofer di 61 anni. Il comandante Fuchs era un pilota esperto con 25000 ore di volo di cui 9500 su Boeing 747; aveva inoltre prestato servizio come pilota di caccia nelle forze aeree israeliane. Il primo ufficiale Ohad aveva all'attivo 4288 ore di volo di cui 612 su Boeing 747. L'ultimo membro dell'equipaggio, Gedalya Sofer, aveva più di 26000 ore di volo di cui 15000 su Boeing 747. A bordo si trovava anche Anat Solomon, di 23 anni, una dipendente di El Al che si stava recando a Tel Aviv per sposarsi con un collega.

## Il volo
Durante il volo da New York ad Amsterdam i piloti riscontrarono alcuni problemi tra cui un funzionamento anomalo dell'alternatore del motore numero 3 che forniva corrente in modo irregolare. Il Boeing atterrò a Schiphol alle 14:31 ora locale. Qui i problemi emersi nel corso della prima tratta vennero risolti e sull'aereo fu imbarcato un carico aggiuntivo; il velivolo fece anche rifornimento di carburante. Il volo 1862 doveva partire alle 17:30 ora locale, ma la partenza fu spostata alle 18:20. Alle 18:22 il 747 decollò dalla pista 01L (poi divenuta 36L) in direzione nord. Una volta decollato, l'aereo virò a destra per seguire la procedura di partenza Pampus, assistito dal radiofaro VOR/DME di Pampus. Alle 18:27, mentre l'aereo stava salendo per i 6400 piedi sorvolando il lago Gooimeer vicino ad Amsterdam, alcuni testimoni a terra udirono un forte rumore per poi assistere alla caduta di detriti, una scia di fumo e un momentaneo lampo di fuoco sull'ala destra. Il motore 3 si staccò dall'ala di destra danneggiando gli slat e il bordo d'attacco dell'ala; colpì inoltre il motore 4 che si staccò dall'ala e cadde anch'esso. Alle 18:28.45 il primo ufficiale dichiarò il mayday alla torre di controllo di Schiphol chiedendo di rientrare per un atterraggio di emergenza; informò inoltre il controllore di volo che, in base ai dati in loro possesso, i motori 3 e 4 risultavano guasti e fuori uso.
Il controllo del traffico aereo e l'equipaggio di volo non compresero appieno la gravità della situazione. Sebbene l'equipaggio fosse a conoscenza di aver perso potenza dai motori 3 e 4, non si rese conto che i motori stessi si erano completamente staccati dalla struttura e che l'ala era stata danneggiata. Il motore fuoribordo sull'ala di un 747, il numero 4, è visibile dalla cabina di pilotaggio con molta difficoltà mentre quello più interno, ovvero il numero 3, non risulta affatto visibile. Date le scelte intraprese dall'equipaggio fu chiaro agli inquirenti che essi non erano a conoscenza del distacco totale dei motori dall'ala destra.

### Atterraggio di emergenza
Il controllore del traffico, recepita la richiesta di emergenza, informò l'equipaggio che la pista in uso era la 06 e che il vento aveva un'intensità di 21 nodi (circa 38 km/h); l'equipaggio chiese tuttavia di atterrare sulla 27 nonostante avrebbe avuto il vento in coda. L'aereo si trovava a 7 miglia dalla pista ma ad una quota di circa 5000 piedi, troppo alta per un rientro diretto; l'equipaggio fu istruito di orbitare su Amsterdam per scendere ad almeno 2000 piedi, quota appropriata per l'atterraggio. Alle 18:31.17, mentre stavano ancora orbitando, il comandante chiese che fossero estesi i flap nella prima posizione (flap 1).
I flap si estesero sull'ala sinistra, ma poiché i motori staccandosi avevano danneggiato gravemente il bordo principale dell'ala destra, i flap di destra non poterono essere estesi. Di conseguenza, l'ala di sinistra generò più portanza e fece virare l'aereo verso destra. Il comandante Fuchs informò la torre dei problemi coi flap di destra. I vigili del fuoco di Schiphol vennero immediatamente posizionati lungo la pista 27 per estinguere eventuali incendi post atterraggio.
Appena sceso sotto i 1500 piedi e ridotta la velocità, l'aereo aumentò ulteriormente la tendenza a virare verso destra divenendo incontrollabile. Alle 18:35.25 il comandante Fuchs comunicò all'ATC:
Si sentì inoltre il comandante comunicare in ebraico al primo ufficiale di retrarre i flap e abbassare il carrello.

### Lo schianto

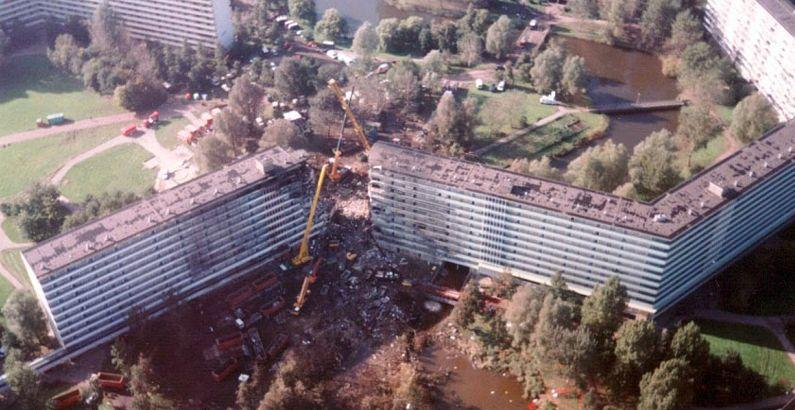
Il luogo del disastro.

Alle 18:35:42, ora locale, l'aereo si schiantò contro un condominio di 11 piani nel quartiere di Bijlmermeer, ad Amsterdam, all'angolo dell'edificio dove il complesso di appartamenti Groeneveen si univa al complesso Klein-Kruitberg. Il velivolo esplose all'impatto generando un violento incendio e facendo crollare parzialmente l'edificio verso l'interno, distruggendo dozzine di appartamenti. La cabina di pilotaggio fu scagliata a est dell'edificio, nei pressi del viadotto della linea 53 della metropolitana di Amsterdam.
Durante gli ultimi istanti del volo i controllori tentarono più volte di mettersi in contatto con il velivolo fino a quando alle 18:35.45 venne comunicato loro che il velivolo era precipitato. In quel momento una nube enorme di fumo era visibile sopra Amsterdam; l'ultimo contatto radar riportava l'aereo a un miglio a ovest da Weesp. Immediatamente i servizi di emergenza furono mandati nella zona.
Nel momento del disastro due ufficiali di polizia si trovavano a Bijlmer per lavoro. Videro il velivolo scendere e immediatamente diedero l'allarme.
I primi mezzi dei vigili del fuoco e dei servizi di soccorso arrivarono pochi minuti dopo lo schianto. Gli ospedali vicini vennero avvisati di prepararsi per centinaia di feriti.
Nei giorni seguenti al disastro, i corpi delle vittime e i pezzi rimanenti dell'aereo furono recuperati dal luogo dello schianto. I pezzi del velivolo furono trasportati a Schiphol per le analisi. Non fu effettuata una ricomposizione dell'aereo con le parti recuperate.

### Conseguenze

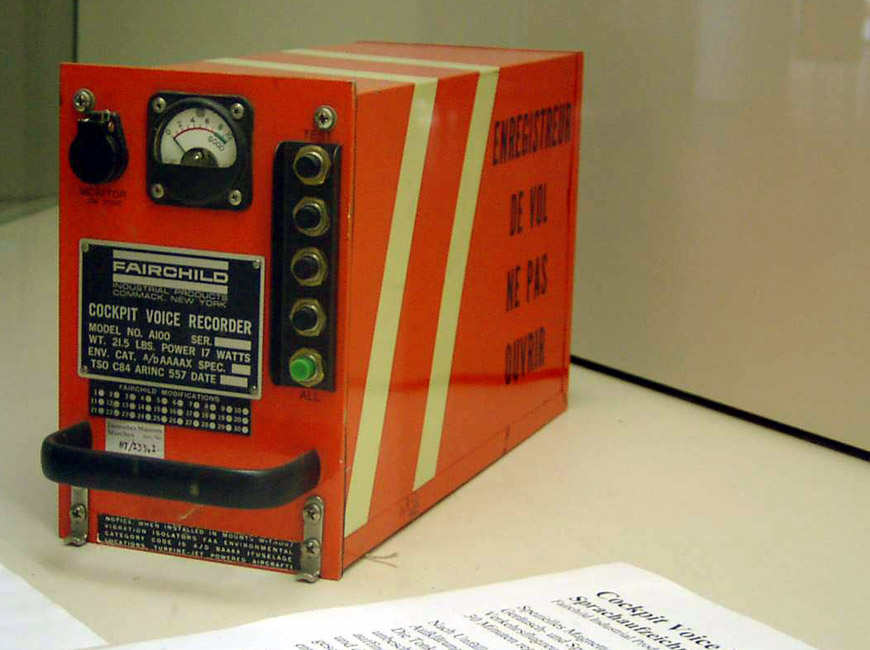
Registratore vocale in cabina di pilotaggio del tipo che sarebbe stato a bordo

Allo schianto hanno assistito anche persone in una vicina caserma dei vigili del fuoco a Flierbosdreef. I primi soccorritori si sono imbattuti in un incendio di "proporzioni gigantesche" che si diffondeva rapidamente e che ha consumato tutti i 10 piani degli edifici ed era largo 120 metri (390 piedi). Nessuno è sopravvissuto dal punto dell'incidente, ma alcuni sono riusciti a scappare dal resto dell'edificio. Testimoni hanno riferito di aver visto persone saltare fuori dall'edificio per sfuggire all'incendio.
Centinaia di persone sono rimaste senza casa a causa dell'incidente; Gli autobus municipali della città sono stati utilizzati per trasportare i sopravvissuti ai rifugi di emergenza. Anche i vigili del fuoco e la polizia sono stati costretti a occuparsi delle segnalazioni di saccheggi nella zona.
Il primo ministro Ruud Lubbers e la Regina Beatrice hanno visitato la scena del disastro il pomeriggio successivo. Il primo ministro ha detto: "Questo è un disastro che ha scosso l'intero paese".
Nei giorni immediatamente successivi al disastro, i corpi delle vittime furono recuperati dal luogo dell'incidente. Il sindaco ha ordinato la rimozione delle macerie e dei rottami dell'aereo e gli investigatori hanno trovato i perni dei fusibili critici del pilone del motore nella discarica. I due motori caduti furono recuperati dal Gooimeer, così come i pezzi di una sezione di 9 metri del bordo d'attacco dell'ala destra. I resti dell'aereo furono trasportati a Schiphol per essere analizzati.
Il registratore dei dati di volo dell'aereo è stato recuperato dal luogo dell'incidente ed è stato gravemente danneggiato, con il nastro rotto in quattro punti. Particolarmente danneggiata era la sezione contenente i dati degli ultimi due minuti e mezzo di volo. Il registratore è stato inviato negli Stati Uniti per il recupero e i dati sono stati estratti con successo. Nonostante le intense attività di ricerca per recuperare il registratore vocale della cabina di pilotaggio dall'area dei rottami, non è mai stato ritrovato, sebbene i dipendenti della El Al abbiano affermato che era stato installato sull'aereo.

## Le cause
Gli aerei di linea sono concepiti in modo da poter volare anche con un motore difettoso, o con anche due motori difettosi, come nel caso del 747, che ne ha quattro. In diverse circostanze, ciò consente all'aereo di poter atterrare senza gravi conseguenze in caso si presenti un'emergenza di questo tipo.
Nel caso in cui vi siano gravi problemi ai motori del Boeing 747, i perni con cui sono fissati all'ala sono progettati in modo da collassare se le vibrazioni sono eccessive, permettendo al motore di staccarsi e cadere dal velivolo senza danneggiare l'ala. Infatti il danneggiamento dell'ala può avere conseguenze disastrose. Il consiglio di sicurezza olandese scoprì un'anomalia proprio a questi perni. Senza motivo apparente, si era staccato un perno facendo andare tutto il peso sull'altro, e causando il distacco rovinoso del motore e di una parte dell'ala dall'aereo. Il motore, che nella fase di decollo era alla massima potenza, staccandosi non cadde semplicemente, ma fece un balzo in avanti a causa della spinta e colpì il secondo motore facendolo staccare. Non solo i due motori risultarono inutilizzabili, ma strapparono una decina di metri di ala e alettoni e, cosa più grave, senza che i piloti se ne rendessero conto.
Per questo motivo l'aereo divenne deportante verso destra e il comandante Fuchs non poté più controllarlo. Alla velocità di circa 280 nodi l'aereo riusciva a volare livellato, ma quando il comandante alzò il muso per rallentare mettendolo in assetto di atterraggio, venne a mancare la portanza e non fu più possibile controllarlo. Questo è dovuto a un limite fisico: i flap servono per rallentare l'aereo in atterraggio, abbassando la velocità di stallo grazie all'incremento della superficie alare che genera maggiore portanza, per permettergli di atterrare con velocità ridotta, e in decollo per permettere una ridotta corsa prima di staccarsi da terra, infatti i flap estendendosi permettono un incremento della superficie alare, che quindi genera un aumento di portanza e fa sostanzialmente decollare prima l'aereo.
Le indagini successive appurarono che la progettazione e la certificazione del pilone Boeing-747 si sono rivelate inadeguate a fornire il livello di sicurezza richiesto. Inoltre il sistema per garantire l'integrità strutturale mediante ispezione ha fallito. Ciò alla fine ha causato – probabilmente innescato dall’affaticamento del perno del fusibile del longherone interno – il n. 3 pilone e motore da separare dall'ala in modo tale che il n. 4 pilone e motore furono strappati, parte del bordo d'attacco dell'ala fu danneggiata e l'uso di diversi sistemi fu perso o limitato. Ciò successivamente ha lasciato all'equipaggio di volo un controllo molto limitato dell'aereo. A causa della controllabilità marginale un atterraggio sicuro divenne altamente improbabile, se non praticamente impossibile.

## Le vittime

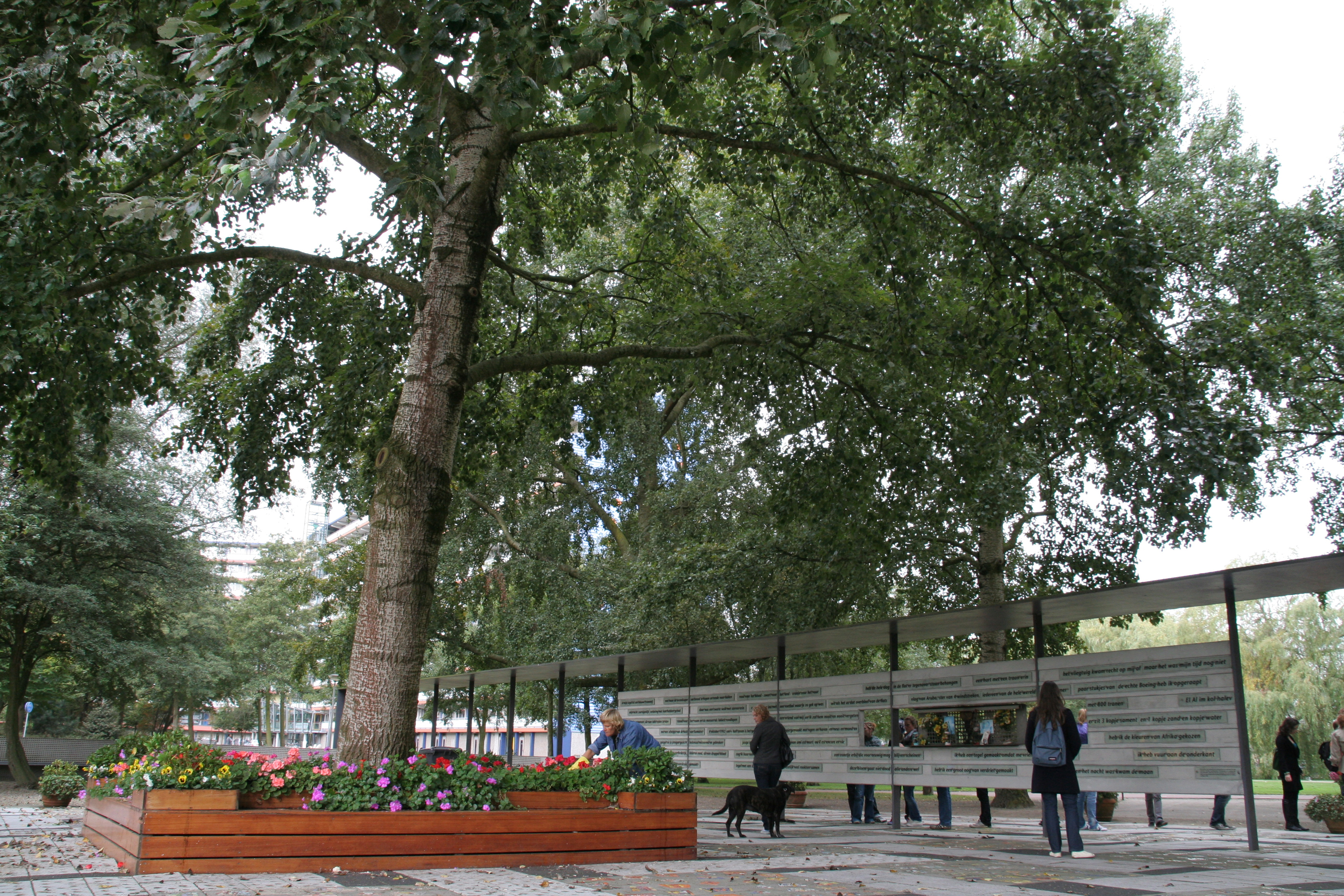
Memoriale per le vittime accanto a "l'albero che vide tutto"

Nel disastro morirono quarantatré persone: tutti e quattro gli occupanti dell'aereo (tre membri dell'equipaggio e un passeggero non pagante) e 39 persone a terra. Una cifra notevolmente inferiore al previsto; la polizia aveva inizialmente stimato un bilancio delle vittime di oltre 200 e il sindaco di Amsterdam Ed van Thijn aveva affermato che mancavano 240 persone. Ventisei persone hanno riportato lesioni non mortali; 11 di questi sono rimasti feriti abbastanza gravemente da richiedere cure ospedaliere.
È persistita la convinzione che il numero effettivo delle vittime uccise nello schianto fosse notevolmente più alto. Bijlmermeer ha un alto numero di residenti che vivono lì illegalmente, in particolare dal Ghana e dal Suriname, e membri della comunità ghanese hanno dichiarato di aver perso un numero considerevole di occupanti privi di documenti che non sono stati contati tra i morti.

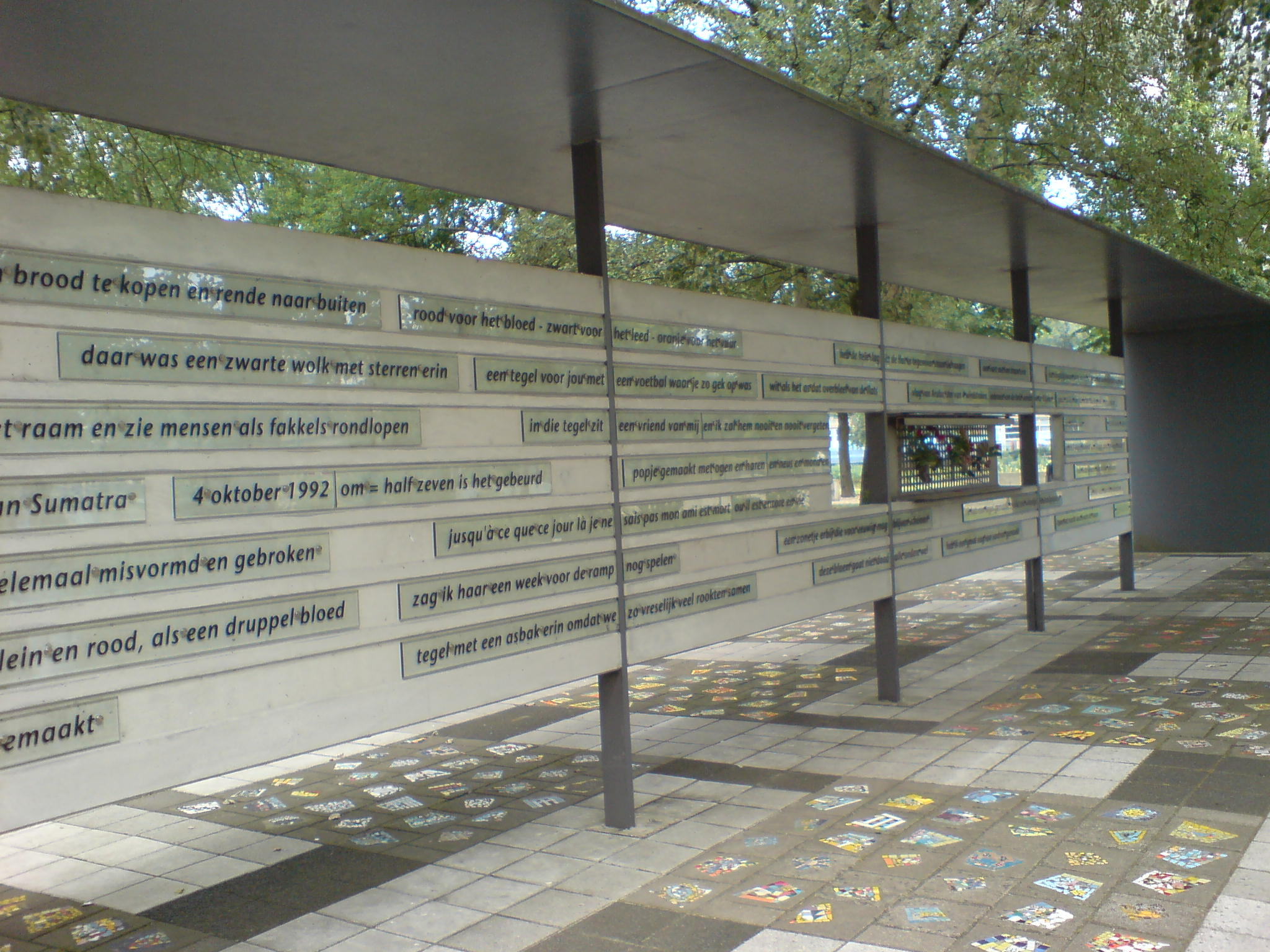
Memoriale del volo 1862 di Herman Hertzberger

### Memoriale
Vicino al luogo dell'incidente è stato costruito un memoriale, progettato dagli architetti Herman Hertzberger e Georges Descombes, con i nomi delle vittime. I fiori vengono deposti su un pioppo grigio sopravvissuto al disastro, denominato "l'albero che ha visto tutto" (de boom die alles zag). Ogni anno si tiene una commemorazione pubblica per ricordare il disastro; nessun aereo sorvola la zona per un'ora in segno di rispetto per le vittime.

## Problemi di salute

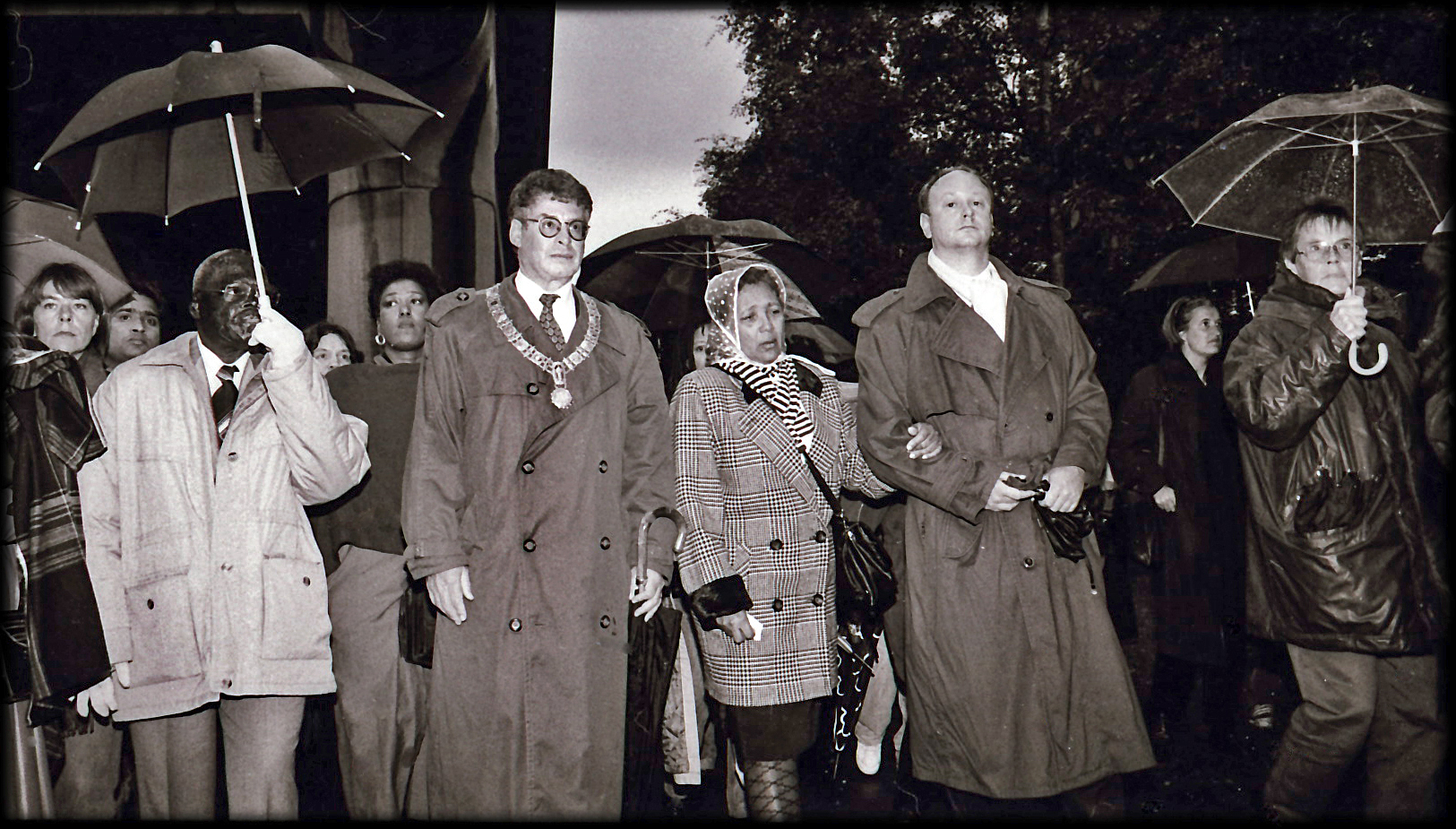
Il sindaco di Amsterdam Ed van Thijn durante la prima cerimonia di commemorazione del disastro di Bijlmer nell'ottobre 1992. Il luogo è vicino al luogo dell'incidente.

L'assistenza sanitaria mentale era disponibile dopo l'incidente a tutti i residenti colpiti e al personale di servizio. Dopo circa un anno, molti residenti e personale di servizio iniziarono a rivolgersi ai medici con sintomi di salute fisica, che i pazienti colpiti attribuirono all'incidente della El Al. Sono stati segnalati insonnia, infezioni respiratorie croniche, dolore e disagio generale, impotenza, flatulenza e sintomi intestinali. Circa il 67% dei pazienti affetti risultava infetto da Mycoplasma e soffriva di sintomi simili alla sindrome della Guerra del Golfo o sintomi simili alla sindrome da stanchezza cronica.
Funzionari olandesi dei dipartimenti governativi dei trasporti e della sanità pubblica hanno affermato che al momento dell'incidente avevano compreso che non esistevano rischi per la salute derivanti dal carico sull'aereo; Els Borst, ministro della sanità pubblica, ha dichiarato che a bordo non si trovava "nessun materiale estremamente tossico, molto pericoloso o radioattivo". Nell'ottobre 1993, la fondazione per la ricerca sull'energia nucleare Laka riferì che la coda conteneva 282 chilogrammi (622 libbre) di uranio impoverito come contrappeso, così come tutti i Boeing 747 dell'epoca; questo non era noto durante il processo di salvataggio e recupero.
Fu suggerito di intraprendere studi sui sintomi dei sopravvissuti colpiti e del personale di servizio, ma per diversi anni questi suggerimenti furono ignorati sulla base del fatto che nessuna ragione pratica avrebbe portato a credere in un qualsiasi legame tra i sintomi di salute dei sopravvissuti e la malattia. Nel 1997, un esperto testimoniò davanti al parlamento israeliano che prodotti pericolosi sarebbero stati rilasciati durante la combustione dell'uranio impoverito nella coda del Boeing 747. Un'eventualità presa in considerazione, ma esclusa come improbabile, nella sentenza finale del 1994 dell'Ufficio per la sicurezza aerea olandese denuncia dell'incidente.
I primi studi sui sintomi riportati dai sopravvissuti, condotti dall'Academisch Medisch Centrum (AMC), iniziarono nel maggio 1998. L'AMC alla fine concluse che fino a una dozzina di casi di malattie autoimmuni tra i sopravvissuti potevano essere direttamente attribuiti all'incidente, e Sono stati distribuiti avvisi sanitari ai medici di tutti i Paesi Bassi richiedendo che fosse prestata particolare attenzione ai sintomi della malattia autoimmune, in particolare se il paziente aveva un collegamento con il luogo dell'incidente di Bijlmer. Un altro studio, condotto dal Rijksinstituut voor Volksgezondheid en Milieu, ha concluso che, sebbene al momento dell’incidente fossero stati rilasciati prodotti tossici, i rischi aggiuntivi di cancro erano piccoli, circa uno o due casi aggiuntivi ogni 10.000 persone esposte. L'istituto ha inoltre concluso che le possibilità di avvelenamento da uranio erano minime.

## Carico
Subito dopo il disastro, fu annunciato che l'aereo conteneva frutta, profumi e componenti di computer. L'allora ministra olandese dei trasporti, Hanja Maij-Weggen, affermò di essere certa che non contenesse alcun carico militare.
I problemi di salute dei sopravvissuti in seguito allo schianto hanno aumentato il numero di domande sul carico. Nel 1998, il portavoce della El Al, Nachman Klieman, rivelò pubblicamente che nel carico erano stati inclusi 190 litri di dimetil metilfosfonato, una sostanza chimica della tabella 2 della CWC. L'uso commerciale primario della sostanza chimica è come ritardante di fiamma. Altri usi commerciali includono l'additivo di preaccensione per benzina, agente antischiuma, plastificante, stabilizzante, ammorbidente tessile, agente antistatico, additivo per solventi e fluidi idraulici a bassa temperatura e come catalizzatore/reagente nella sintesi organica di sarin e alcuni gas nervini. Lo Stato di Israele ha osservato che la sostanza chimica era stata elencata sulla bolla di carico in conformità con le normative internazionali, che il materiale non era tossico e che il suo utilizzo previsto era quello di testare i filtri dei rilevatori di armi chimiche. Il ministero degli Esteri olandese ha confermato di essere già a conoscenza della presenza di sostanze chimiche sull'aereo. La spedizione proveniva da un impianto chimico statunitense all'Istituto israeliano per la ricerca biologica su licenza del Dipartimento del commercio degli Stati Uniti. Secondo il sito web sulle armi chimiche CWInfo, la quantità coinvolta era "troppo piccola per la preparazione di una quantità militarmente utile di Sarin, ma sarebbe coerente con la produzione di piccole quantità per testare metodi di rilevamento e indumenti protettivi".

## Incidenti correlati e conseguenze
Questo fu uno dei numerosi incidenti causati da problemi ai piloni dei motori dei Boeing 707 e 747, che erano quasi identici nel design alcuni di questi sono:
- Nell'aprile 1968, un motore e un pilone erano caduti da un Boeing 707, operato come Volo BOAC 712, provocando cinque morti.[23]
- Nel dicembre 1991, il Volo China Airlines 358 si era schiantato quando i suoi motori n. 3 e n. 4 si erano staccati poco dopo il decollo da Taipei, provocando la morte di tutti e cinque gli occupanti.[1][24]
- Nel marzo 1992, uno scenario simile – la separazione dei motori n. 3 e n. 4 – questa volta su un Boeing 707, si verificò su un volo cargo Trans-Air (Tran-sair 671). Ancora una volta, il motore n. 3 si è staccato e si è scontrato con il motore n. 4, strappando via anch'esso. In questa occasione, l'equipaggio è riuscito ad atterrare in sicurezza alla base aerea di Istres, nel sud della Francia.[1][25]

Dopo questo incidente, la Boeing ha emesso una direttiva di servizio a tutti i proprietari del 747 riguardante i perni dei fusibili. Motori e piloni dovevano essere rimossi dai 747 e i perni dei fusibili esaminati per individuare eventuali difetti. Se fossero presenti crepe, i perni dovevano essere sostituiti.

## Il volo El Al 1862 nei media
Il volo El Al 1862 è stato analizzato nella puntata Catastrofe ad alta quota della quindicesima stagione del documentario Indagini ad alta quota trasmesso da National Geographic Channel.